# Andreolo Cattaneo
Andreolo Cattaneo (Genova, XIII secolo – 1331) è stato un mercante italiano della repubblica di Genova.

## Biografia
Nato intorno alla seconda metà del XIII secolo, come Andreolo Della Volta, decise di adottare il cognome di Cattaneo.
Seguendo un'antica tradizione di famiglia, si dedicò al commercio con l'impero bizantino stabilendosi a Focea.
Anche a seguito di un influente matrimonio, divenne poi signore di Focea. Durante una sua assenza, essendosi recato a Genova per sovraintendere ai suoi affari, il suo vice, Arrigo Tartaro, venne attaccato dall'imperatore bizantino Andronico II Paleologo che conquistò la città senza colpo ferire avendo il Tartaro preferito arrendersi piuttosto che farla saccheggiare. Andronico decise così di lasciarla in amministrazione e così il Cattaneo, rientrato da Genova, poté mantenere la sua città.
Cattaneo morì nel 1331 e venne sepolto a Genova.